# 소호 (맨해튼)

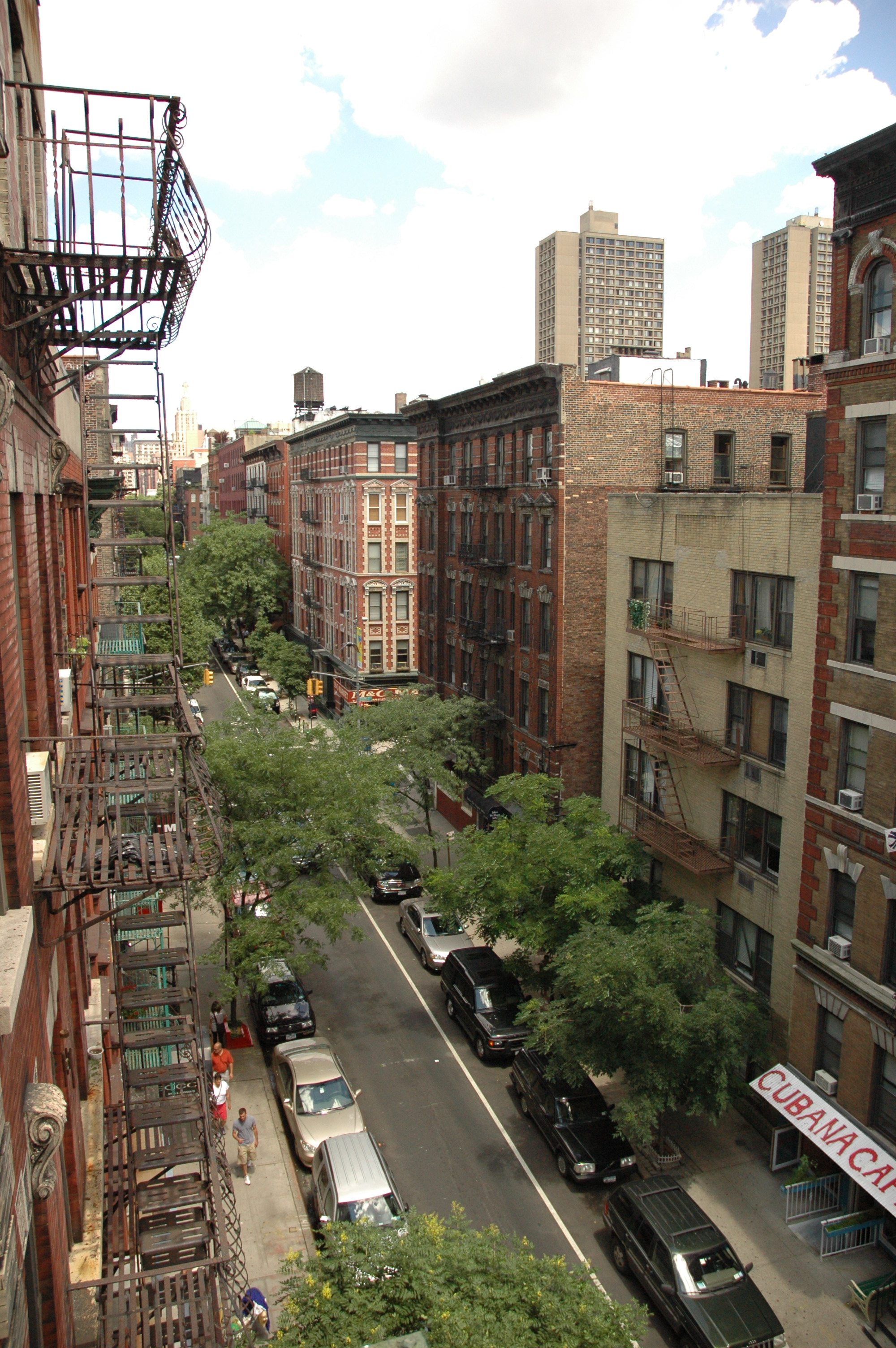
소호

소호(SoHo)는 미국 뉴욕 맨해튼의 한 지역이다.
‘소호’라는 이름은 ‘휴스턴 가의 남쪽(SOuth of HOuston Street)’에서 따왔으며, 런던의 소호를 흉내낸 이름이기도 하다.

## 같이 보기
- 노호(NoHo)